# Norià
| Període                                              | Època    | Estatge     | Edat (Ma)       |
| ---------------------------------------------------- | -------- | ----------- | --------------- |
| Juràssic                                             | Inferior | Hettangià   | més recent      |
| Triàsic                                              | Superior | Retià       | ~ 208,5         |
| Triàsic                                              | Superior | Norià       | ~ 227           |
| Triàsic                                              | Superior | Carnià      | ~ 237           |
| Triàsic                                              | Mitjà    | Ladinià     | ~ 242           |
| Triàsic                                              | Mitjà    | Anisià      | 247,2           |
| Triàsic                                              | Inferior | Oleniokià   | 251,2           |
| Triàsic                                              | Inferior | Indià       | 251,902 ± 0,024 |
| Permià                                               | Lopingià | Changxingià | més antic       |
| Subdivisió del sistema Triàsic segons IUGS, el 2019. |          |             |                 |

El Norià és el segon estatge faunístic del Triàsic superior. Comprèn el període entre fa ~ 227 milions d'anys i fa ~ 208,5 milions d'anys.